# HD 188405
HD 188405，又名BD-07 5102，SAO 143911、HR 7599，是一颗恒星，视星等为6.51，位于銀經34.15，銀緯-17.26，其B1900.0坐标为赤經19h 49m 57.7s，赤緯-6° -17.26′ 45″。